# Leszek Knaflewski
Leszek Knaflewski (ur. 8 maja 1960 w Poznaniu, zm. 6 września 2014 tamże) – polski artysta współczesny, artysta multimedialny, fotograf, autor filmów, obrazów, instalacji, cyklów fotografii i audio performance; pedagog, profesor Uniwersytetu Artystycznego w Poznaniu. W latach 1983–1989 członek grupy artystycznej Koło Klipsa.

## Życiorys
Absolwent Liceum Plastycznego im. Piotra Potworowskiego w Poznaniu (1980). W latach 1980–1985 studiował malarstwo w Państwowej Wyższej Szkole Sztuk Plastycznych (obecnie Uniwersytet Artystyczny w Poznaniu).
Współpracował z formacjami muzycznymi: Rasa, Sten, Socrealism, Art Sound Project, Drum Machina, Kot. Współzałożyciel grupy artystycznej Koło Klipsa. Prowadził Pracownię Audiosfery na Wydziale Komunikacji Multimedialnej Uniwersytetu Artystycznego w Poznaniu oraz na Wydziale Artystycznym Uniwersytetu Zielonogórskiego. Mieszkał i pracował w Poznaniu. Został pochowany na cmentarzu Górczyńskim w Poznaniu.

## Twórczość

### Koło Klipsa
Leszek Knaflewski w 1983 roku założył z przyjaciółmi (Mariusz Kruk, Wojciech Kujawski, Krzysztof Markowski, Piotr Kurka) grupę Koło Klipsa i w ramach jej działalności zaczął tworzyć instalacje i obiekty. Manifestacje artystyczne grupy zostały przez krytyków zaliczone do nurtu „rzeźby pomalarskiej” oraz „realizmu magicznego”. Współpraca z grupą polegała na realizowaniu wspólnych projektów wystaw z jej pozostałymi członkami. Najpierw powstawał ogólny projekt. Później następował podział zadań. Każdy artysta zmuszony był samodzielnie pracować nad obiektami, które później musiały zostać dopasowane na wspólnej wystawie. Pracę nad kolejnymi wystawami poprzedzało sporządzenie ogólnego projektu. Powstawał – wykonywany na ogół przez Knaflewskiego – rysunek-schemat: inwentaryzacja przestrzeni dla wystawy – punkt wyjścia dla dalszej pracy.
W 1994 roku Knaflewski nazwał swoje prace „wielowymiarowymi płaszczyznami”. W warstwie znaczeniowej interesowało go, jak wyjaśniał, „poszerzanie pojemności prostych symboli, dobrze już znanych”. Realizacje Knaflewskiego z lat 80. i 90. odwołują się do obszarów zmysłowej, emocjonalnej intuicji, narzędzia bardzo przydatnego do budowania nieoczywistych, ale inspirujących relacji ze światem natury, religii i baśniowych fantazji. Artysta wykorzystywał w swoich kompozycjach przedmioty gotowe, zapożyczone z potocznej codzienności, takie jak stare szafy, walizki, kołdry, prześcieradła, ręcznie robione koronki, a także fragmenty natury w postaci korzeni, torfu czy wody. Budował z nich przestrzenne aranżacje o silnej ekspresji i ukrytych, niejasnych znaczeniach.
Ostatnia wspólna prezentacja grupy Koła Klipsa miała miejsce w 1990 roku w warszawskiej Zachęcie podczas wystawy „Galerie lat 80.”. Leszek Knaflewski wraz z Krzysztofem Markowskim pozostali w grupie do chwili jej rozwiązania w 1990 roku.

### Formy korzenne
W latach 90. powracającym motywem twórczości Knaflewskiego były formy korzenne, o symbolice związanej z siłami życiowymi, wzrostem, pędem ku górze. Artysta często nadawał im formę krzyża i traktował jako metaforę ciała ludzkiego. W pracy Para (1990) dwa długie, faliście wijące się korzenie, zwieńczone głowami w kształcie krzyża, spoczywają na białej pościeli rozrzuconej na pokrytej błotem posadzce.
W innych pracach Knaflewskiego z tego okresu (Akt, 1993, Siedząca, 1994) korzenne formy posłużyły do reinterpretacji klasycznych tematów sztuki. Artysta posługiwał się też maleńkimi korzonkami przypominającymi plemniki. Z setek takich korzonków umieszczonych na płatkach fizeliny powstały obrazy składające się na cykl Kalendarz.

### Trumna elektryczna
Od 1999 roku Knaflewski zaczął wprowadzać do swoich prac dźwięk. Budował obiekty-instrumenty, takie jak np. Trumna elektryczna, na których grał i z których tworzył akustyczne instalacje przestrzenne. W początkowym okresie pracy towarzyszyły Partytury z nutami wykonanymi z form korzennych znanych z wcześniejszych prac. Pierwsze działanie z elektryczną trumną odbyło się w Galerii AT w Poznaniu. Początkowe akcje były bardziej oszczędne w środkach wyrazu, później zaczęły ewoluować, zyskując nowe, bogatsze formy dźwięku. W późniejszych audioperformensach Knaflewski rozbudowywał warstwę muzyczną. Za każdym razem były to niepowtarzalne wydarzenia z uwagi na dużą rolę partii improwizowanych. Artysta grał na dzwonku, jednej strunie i pudle rezonansowym trumny wykorzystując urządzenie przetwarzające dźwięk oraz generując dźwięki za pomocą systemu wzmacniaczy.
Motyw trumny pojawił się też w pracy Knaflewskiego Balet biernego oporu (2000) – instalacji zbudowanej z trzech przezroczystych trumien z pleksi, wypełnionych korzonkami. Nad trumnami wisiała na ścianie bateria prysznicowa z wężem zwieńczonym metalowym szpikulcem.

## Znaczenie
Ze względu na twórczą aktywność Knaflewski był postacią cenioną nie tylko w Poznaniu. To jednak tutaj, jako wykładowca prowadzący autorską Pracownię Audiosfery na Uniwersytecie Artystycznym wpłynął na całe pokolenie artystów sztuk wizualnych wykorzystujących w swoich pracach dźwięk. Pracownię prowadził na zasadzie relacji partnerskich i przyjaznej rywalizacji. Do osób związanych z pracownią należą m.in. Wojciech Bąkowski oraz Konrad Smoleński.

### Przestrajanie
We wrześniu 2015 r. w pierwszą rocznicę śmierci artysty w Zamku Ujazdowskim zorganizowana została pod kuratelą Jarosława Lubiaka duża wystawa podsumowująca jego twórczość. Tytuł Przestrajanie odnosi się do jego poszukiwań audiowizualnych w sztuce, ale też do jego pracy dydaktycznej. Znaczną część ekspozycji stanowiły prace jego byłych studentów i artystów związanych z prowadzoną przez niego pracownią.

## Wybrane prezentacje indywidualne
- 1991 – Rysunki, Galeria Obraz, Poznań
- 1992 – Galeria Chłodna 20, Suwałki
- 1993 – Galeria Miejska Arsenał, Poznań
- 1993 – Galeria Zamku Książąt Pomorskich, Szczecin
- 1993 – Galeria Wieża Ciśnień, Konin
- 1994 – Galeria AT, Poznań
- 1994 – Galeria Kubus, Hanower
- 1996 – Galeria Atelier 340, Bruksela
- 1996 – Galeria X ART Space, Ateny
- 1996 – Knaf, Galeria Miejska Arsenał, Poznań
- 1999 – Party-Tura, Galeria AT, Poznań
- 2001 – Bałtycka Galeria Sztuki Współczesnej, Słupsk
- 2003 – Born to play, Galeria AT, Poznań
- 2004 – Born to Play, Trumna elektryczna, Galeria Sztuki Najnowszej, Gorzów Wielkopolski
- 2006 – Killing me softly, Galeria Nowy Wiek, Muzeum Ziemi Lubuskiej, Zielona Góra
- 2008 – Skrzyżowania przeciwko rondom, Galeria Piekary, Poznań
- 2008 – Skrzyżowania przeciwko rondom, Klub 13 Muz, Szczecin
- 2010 – Oni śpią za nie, Galeria Stereo, Poznań
- 2011 – Przedmowa, Galeria Piekary, Poznań
- 2012 – Dzika wyspa lat 80. – Leszek Knaflewski i Koło Klipsa, Galeria Leto, Warszawa
- 2013 – Stoisz na moim miejscu, WroArt Center, Wrocław

## Wybrane prezentacje zbiorowe
- 1989 – Contemporary Polish Drawing, John Hansard Gallery, Southampton
- 1991 – Biennale Nowej Sztuki, Zielona Góra
- 1992 – Ogrody, Międzynarodowe Targi Poznańskie, Poznań
- 1994 – Sensations and Conventions, Centrum Kultury, Ateny
- 1995 – Rekomendacje, Galeria Miejska Arsenał, Poznań
- 1999 – 30x30, Galeria AT, Poznań
- 2002 – Czarnobiałe, Galeria AT, Poznań
- 2003 – Lekkość rzeczy, CSW Zamek Ujazdowski, Warszawa
- 2006 – Muzeum jako świetlany przedmiot pożądania, Muzeum Sztuki, Łódź
- 2006 – L.H.O.O.Q, Galeria Piekary, Poznań
- 2007 – Objecthood, Galeria Hardcore Art Contemporart Space, Miami
- 2007 – Grażyna Kulczyk Collection, Stary Browar, Poznań
- 2007 – Wienna Fair the International Contemporary Art Fair Focussed On Cee, Wiedeń
- 2007 – Św. Bernadetta, Galeria Program, Warszawa
- 2007 – Nachbarn. Deutsche Motive in Polnischer Gegenwartskunst, Kulturforum Altona, Hamburg
- 2007 – Asteizm, dowcip i władza sądzenia, CSW Zamek Ujazdowski, Warszawa
- 2007 – Berliner Liste, Fair For Contemporary Art, Berlin
- 2007 – Kolekcja Sztuki XX i XXI Wieku, Muzeum Sztuki w Łodzi, Łódź
- 2007 – Muzeum w galerii, Galeria Nowy Wiek, Zielona Góra
- 2007 – Festiwal performance, Kijów
- 2007 – Lustracja, Galeria Piekary, Poznań
- 2007 – Blisko/Daleko (Galeria AT 1982–2007), Galeria AT, Poznań
- 2008 – Międzynarodowy Festiwal Sztuki Wizualnej inSpiracje Sacrum Profanum,Poza dobrem a złem, Zamek Książąt Pomorskich, Szczecin
- 2008 – Dowcip i władza sądzenia, Asteizm w Polsce, CSW Łaźnia, Gdańsk
- 2008 – Doping, Galeria Piekary, Poznań
- 2008 – Festiwal Dialogu Czterech Kultur '08, Łódź
- 2008 – Asian gates, Kunsthalle Faust, Hanower
- 2008 – Republika Bananowa Ekspresja lat 80, Galeria Miejska Arsenał, Poznań
- 2008 – Shifting Identity Visual Production Space, Pekin
- 2008 – Berliner liste, Fair for Contemporary Art, Berlin
- 2009 – Urban Legend. Festiwal Sztuki w Przestrzeni Publicznej, Poznań
- 2012 – Mediations Biennale, Poznań